# Hannes Genze
Hannes Genze, né le 16 novembre 1981, est un coureur cycliste allemand. Spécialiste de VTT cross-country, il est notamment champion d'Europe de cross-country marathon en 2005.

## Palmarès en VTT

### Coupe du monde
Coupe du monde de cross-country marathon
- 2005 : 17e du classement général, un podium à Saint-Wendel
- 2008 : 6e du classement général

### Championnats d'Europe
- Frammersbach 2005 
  -  Champion d'Europe de cross-country marathon
- Saint-Wendel 2007 
  - 6e du cross-country marathon
- Tartu 2009 
  - 9e du cross-country marathon
- Kleinzell 2011 
  - 4e du cross-country marathon

### Championnats d'Allemagne
- 2004
  -  Champion d'Allemagne de cross-country marathon
- 2006
  -  Champion d'Allemagne de cross-country marathon
- 2008
  - 3e du cross-country marathon
- 2011
  - 3e du cross-country marathon
- 2012
  - 3e du cross-country marathon

## Palmarès en cyclo-cross
- 1998-1999
  -  Champion d'Allemagne de cyclo-cross juniors
  - 10e du championnat du monde de cyclo-cross juniors
- 2000-2001
  -  Champion d'Allemagne de cyclo-cross espoirs
- 2010-2011
  - 3e du championnat d'Allemagne de cyclo-cross